# Вярно ли е?
Вярно ли е? (на английски: Is It Real?) е американска научнопопулярна програма, първоначално излъчвана в периода 25 април 2005 - 2007 по National Geographic Channel. Тя се занимава с известни мистерии, където има спор дали обектът на мистерията (криптид, паранормален феномен и др.) е истински или не е. Обикновено в епизодите се показват две страни – тази на вярващите и тази на скептиците, като вторите правят опити за разумни и естествени обяснение на феномените.
Тъй като в сериала често се зачитат разумните, научни обяснения на феномените и се пренебрегват теориите на вярващите, той е много силно критикуван поради скептичната си перспектива.

## Епизоди

### Сезон 1
- „Спонтанно човешко самозапалване“ (Spontaneous Human Combustion)
- „НЛО“ (UFOs)
- „Призраци“ (Ghosts)
- „Голямата стъпка“ (Bigfoot)
- „Подводни чудовища“ (Lake Monsters)
- „Животни-оракули“ (Animal Oracles)
- „Свръхчовешка сила“ (Superhuman Powers)
- „Екзорсизъм“ (Exorcism)
- „Житни кръгове“ (Crop Circles)
- „Медиуми детективи“ (Police Psychics)

### Сезон 2
- „Чупакабра“ (Chupacabra)
- „Ходене на сън“ (Extreme Sleepwalking)
- „Стигмата“ (Stigmata)
- „Човекът орангутан“ (Ape-Man)
- „Ефектът Нострадамус“ (The Nostradamus Effect)
- „Шифърът на Леонардо“ (Da Vinci Code)
- „Атлантида“ (Atlantis)
- „Бермудският триъгълник“ (Bermuda Triangle)
- „Чудодейни изцеления“ (Miracle Cures)
- „Вампири“ (Vampires)
- „Джак Изкормвача“ (Jack the Ripper)
- „Свърталища на духове“ (Hauntings)
- „Руската Голяма стъпка“ (Russian Bigfoot)
- „Древни астронавти“ (Ancient Astronauts)
- „Живот на Марс“ (Life on Mars)
- „Деца на дивото“ (Feral Children)
- „Крал Артур“ (King Arthur)
- „Кораби призраци“ (Ghost Ships)